# 印尼新教

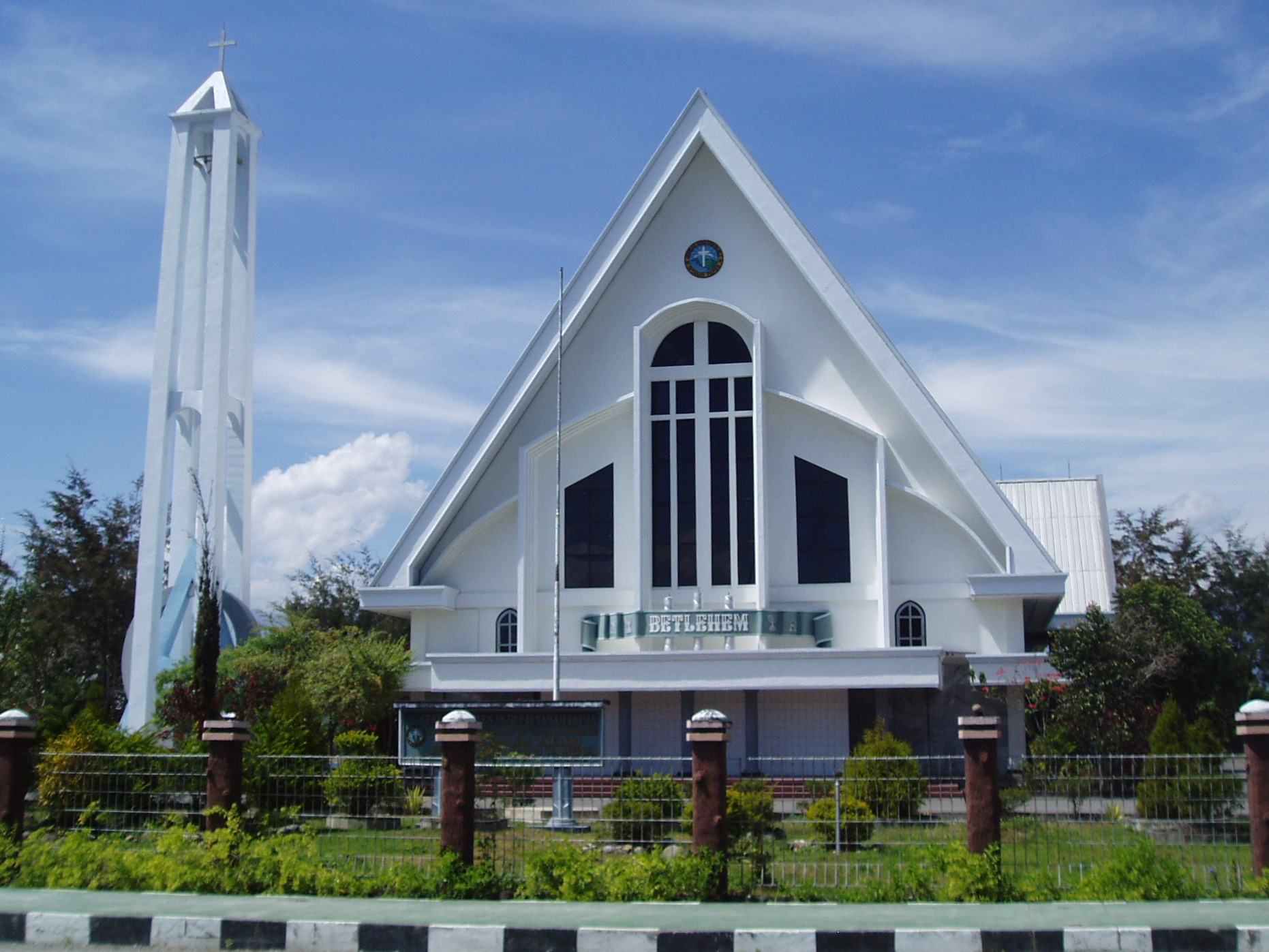
在巴布亞省瓦梅納的伯利恆教堂（Betlehem Church）

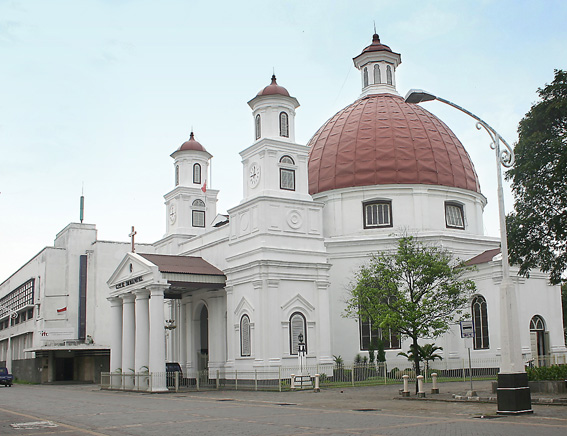
在三寶壟，具有歐洲建築風格的布蘭達克教堂

新教是印尼政府核准的6種宗教之1（其他5種是伊斯蘭教、天主教、印度教、佛教和印尼孔教）。新教徒佔印尼基督徒人數中約3分之2，是該國僅次於伊斯蘭教的第2大宗教。根據美國中央情報局的資料，印尼在2000年，新教徒的人數佔全國人口的5.7%。而該國在2018年所做的的全國人口普查，顯示共有20,250,000人自認為新教徒（人口佔比為7.6%），這是東南亞國家中第四的佔比，次於新加坡18.8%馬來西亞9.2%菲律賓9%。就整體基督徒（新教徒加上天主教徒）的人數而言，仍次於菲律賓。印尼的基督徒人數在亞洲排名也是第4，前3名分別為菲律賓、中國和印度（參見印尼基督教）。
新教能在印尼傳播，主要是在荷蘭殖民時期荷蘭歸正教會和信義宗（即路德宗）透過傳教士努力的結果。
荷蘭歸正教會長期努力引導印尼原住民信仰新教，其他新教派別也在19世紀時陸續加入。當時負責治理殖民地的荷蘭東印度公司（VOC）為符合自己的利益，會規範傳教工作，把傳教活動限制在印尼群島的東部。雖然前述的兩個宗派最為常見，但在印尼其他地方也可見到許多其他的新教教派。德國傳教士路德維希·英格威爾·諾門森率先在1861年開始把新教傳播給居住在北蘇門答臘省的巴塔克人，他被稱為巴塔克人的使徒，他所創立巴塔克基督教新教教會（簡稱為HKBP）。是印尼以及東南亞最大的新教教派之一

## 歷史
新教在荷屬東印度殖民期間傳入印尼。到公元1700年代中期，雅加達當地已有相當數目的路德宗信徒，同樣是路德宗信徒的印尼總督古斯塔夫·威廉·範·伊姆霍夫在1749年於當地建造一座路德宗教堂。1817年，荷蘭人在荷屬東印度成立新教教會聯盟，把荷蘭歸正教會、路德宗、浸禮宗、阿民念主義和門諾會等教派均包括在內。到1835 年，荷蘭國王下令成立一個教會委員會，以融合並監督荷屬東印度所有的新教教派。

## 人口資料

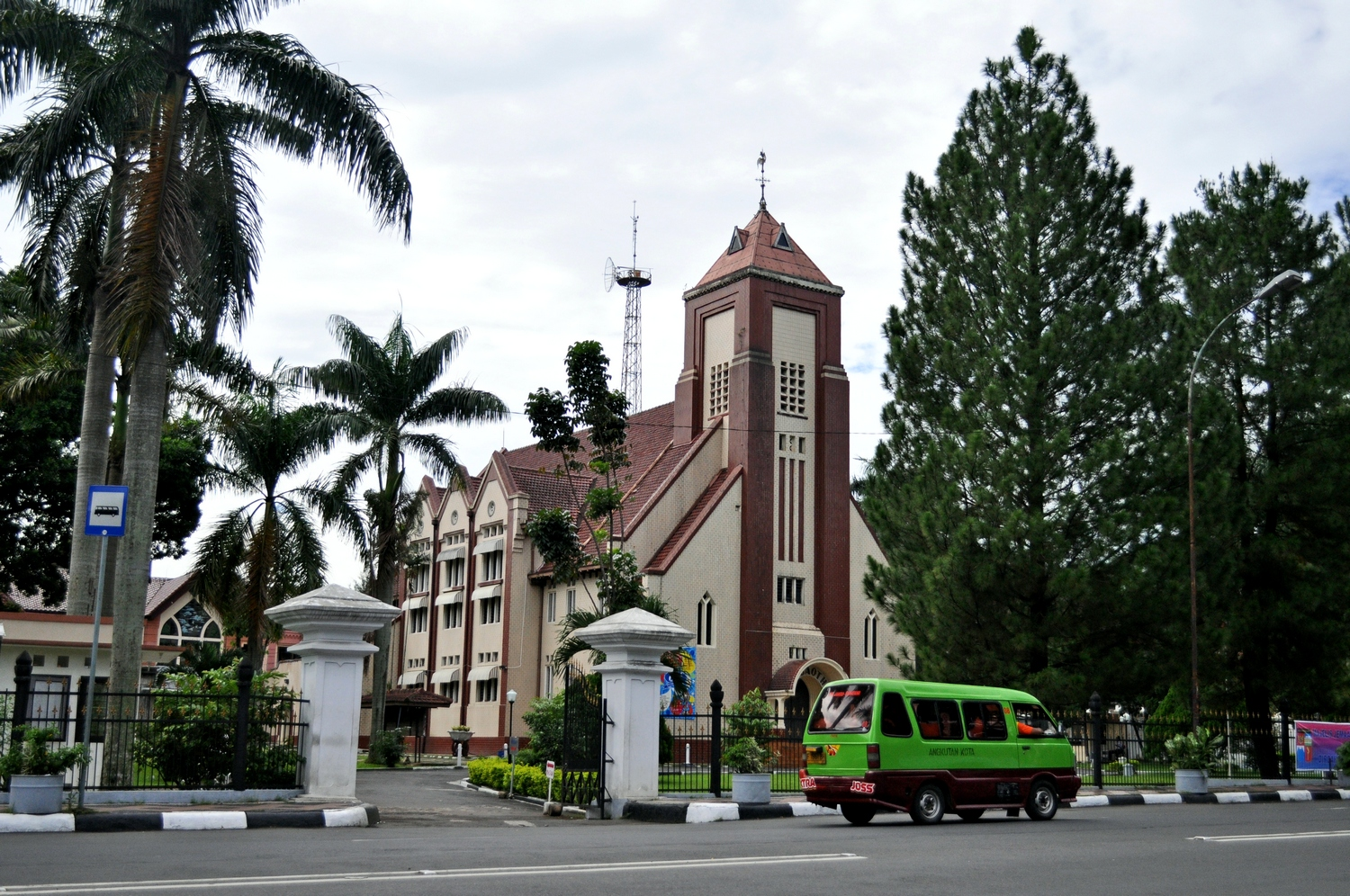
在西爪哇省茂物的耶和華教堂（Zebaoth Church）

在2018年的人口普查中，估計印尼總人口中有7.6%宣稱自己是新教徒。蘇拉威西島人口中新教徒的佔比為17%，特別在南蘇拉威西省的塔納托拉查縣和中蘇拉威西省有更高的佔比。此外，多達65%的托拉查人是新教徒。北蘇門答臘省的巴塔克人也是信仰新教的主要群體，信徒人數約佔此群體人口的50%。印尼華人也是新教人口的重要成員，分佈在印尼各地，多數集中在主要城中。在2000年，大約有35%的華裔信奉基督教，且在年輕一代中仍繼續增加中。在某些地區，整個村莊都屬於同一教派，例如再臨宗、基督四方福音教會、信義宗、長老宗或救世軍，均靠傳教士的努力而達成。
印尼有三個新教人口佔多數的省份 - 西巴布亞省、巴布亞省和北蘇拉威西省，分別佔當地人口的60%、68%和64%。
米納哈薩基督教福音教會是北蘇拉威西省最大的新教教派。爪哇門諾教會屬於門諾會。巴塔克基督教新教教會是印尼最大的新教教派，教徒人數超過400萬人。 印尼的人均新教“教派”數目相對較多，可能的原因是印尼有許多不同的群組。許多印尼新教徒是根據不同的群體，而非宗教禮儀差異來聚會。

## 印尼新教教會

### 世界新教教會聯合會會員

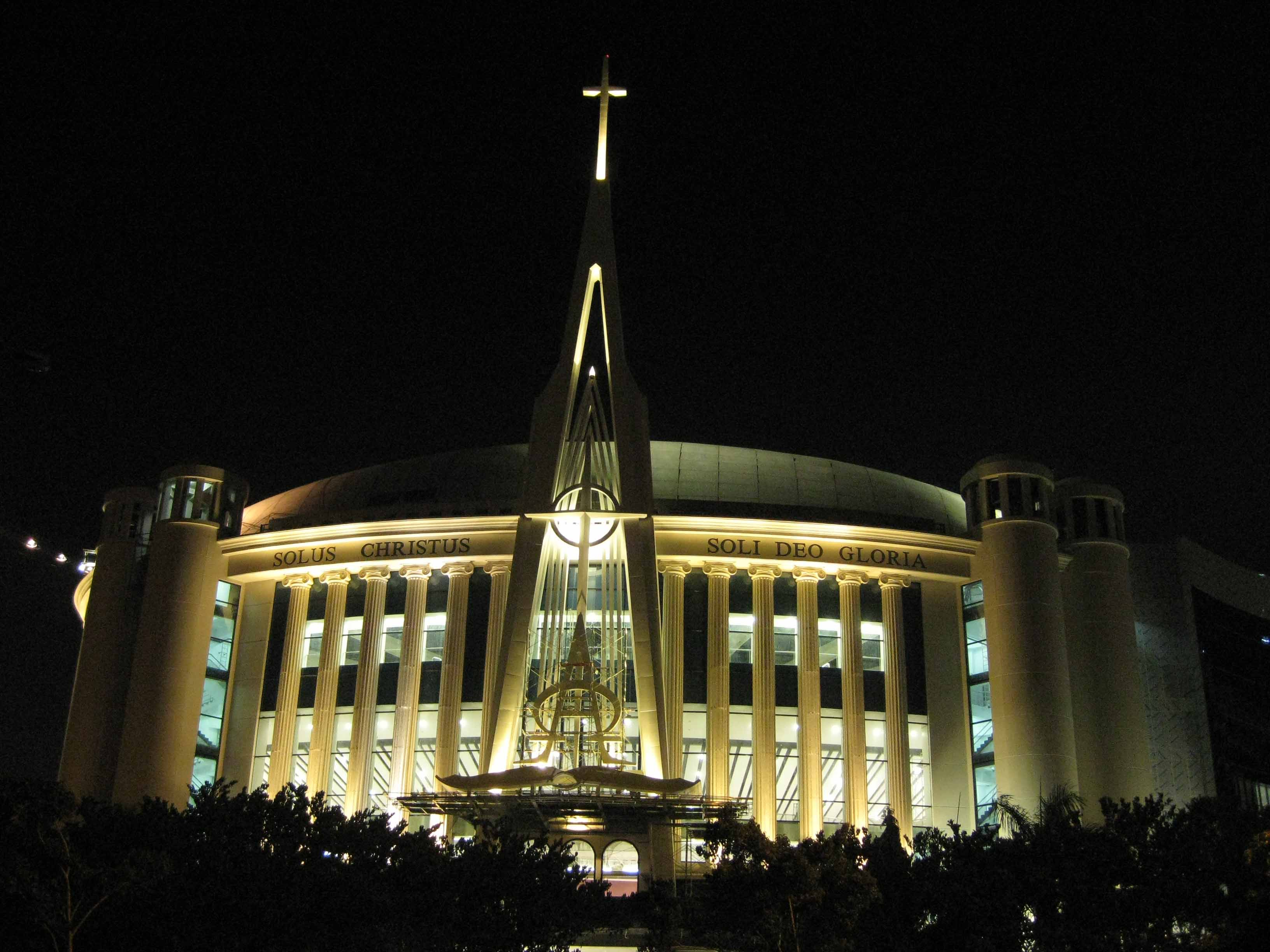
位於雅加達的巨型教堂 - 彌賽亞大教堂，攝影角度為站在凱馬約蘭街所拍攝。

新教由荷蘭傳教士於17世紀傳入印尼。印尼的新教教會中有許多是世界新教教會聯合會（目前世界第4大基督教派，前3名為天主教會、東正教會和聖公會）的會員：
1. 塔勞群島基督教福音教會（英语：Christian Evangelical Church in Sangihe-Talaud） (簡稱GMIST)
2. 米納哈薩基督教福音教會（英语：Christian Evangelical Church in Minahasa） (簡稱GMIM)
3. 東帝汶基督新教教會（英语：Christian Church in East Timor）
4. 盧武克基督新教教會（英语：Christian Church in Luwuk Banggai）
5. 中蘇拉威西省基督教新教教會（英语：Central Sulawesi Christian Church），為中蘇拉威斯省最大的基督教新教教會
6. 南蘇門答臘省基督教新教教會（英语：Christian Church of Southern Sumatra）
7. 松巴基督教新教教會（英语：Christian Church of Sumba），為加爾文主義教會
8. 托拉查馬薩薩基督教新教教會（英语：Church of Toraja Mamasa），位於西蘇拉威西省，是馬薩薩山谷（Mamasa Valley）的最大教會
9. 東爪哇基督教新教教會（英语：East Java Christian Church），為加爾文主義教會
10. 哈馬黑拉島基督教福音教會（英语：Evangelical Christian Church in Halmahera），為長老宗教會
11. 巴布亞福音基督教會（英语：Evangelical Christian Church of the Land of Papua），為長老宗教會
12. 博朗蒙貢多福音基督教會（英语：Evangelical Church in Bolaang Mongondow）
13. 加里曼丹福音基督教會（英语：Evangelical Church in Kalimantan）
14. 印尼福音基督教會（英语：Indonesian Christian Church）
15. 布奧爾-托利托利基督教新教教會（英语：Indonesian Protestant Church in Buol Toli-Toli），位於中蘇拉威西省
16. 東加拉基督教新教教會（英语：Indonesian Protestant Church in Donggala），位於中蘇拉威西省
17. 哥倫打洛基督教新教教會（英语：Indonesian Protestant Church in Gorontalo），為獨立教會
18. 爪哇基督教新教教會（英语：Javanese Christian Church） (簡稱GKJ)，為加爾文主義及長老宗並存的教會
19. 巴塔克基督教新教教會（英语：Karo Batak Protestant Church），位於北蘇門答臘省
20. 巴順丹基督教新教教會（英语：Pasundan Christian Church）
21. 巴厘島基督教新教教會（英语：Protestant Christian Church in Bali）
22. 印尼基督教新教教會（英语：Protestant Church in Indonesia），為加爾文主義教會
23. 馬魯古基督教新教教會（英语：Protestant Church of Maluku），為加爾文主義教會
24. 東南蘇拉威西督教新教教會（英语：Protestant Church in Southeast Sulawesi）
25. 印尼西部基督教新教教會（英语：Protestant Church in West Indonesia），為加爾文主義教會
26. 東帝汶福音基督教會（英语：Protestant Evangelical Church in Timor），為印尼第二大的新教教會，信徒數目有2百萬人
27. 塔納托拉查基督教新教教會（英语：Toraja Church），為南蘇拉威西省最大的新教教會

### 改革宗教會國際會議成員
一般而言，“改革宗教會國際會議”的成員與前述規模更大的“世界新教會聯合會”成員比較，持有較保守的宗教觀念。
1. 改革宗加爾文主義教會（印尼）（英语：Gereja-Gereja Reformasi Calvinis）
2. 印尼改革宗加爾文主義教會（英语：Gereja-Gereja Reformasi di Indonesia）[20][21]

### 世界改革宗團契成員
世界改革宗團契是個提倡普世教會合一運動的組織，促進世界各加爾文主義教會的統一。
- 印尼歸正福音教會，由華人佈道家唐崇榮創建。總會會友主要是印尼華人。[22]

## 印尼的路德宗

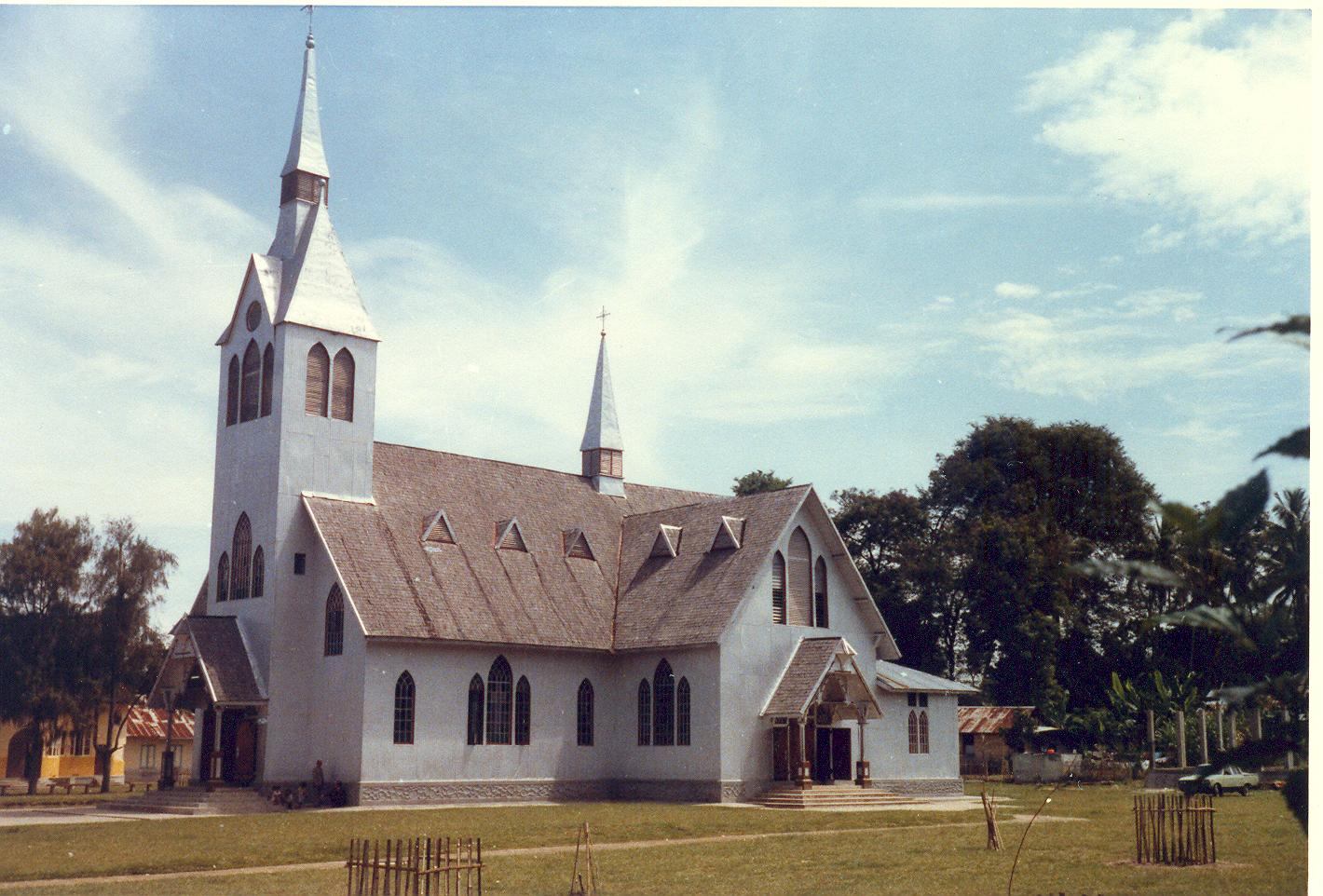
在北蘇門答臘省巴利蓋鎮一所屬於巴塔克基督教新教教會的教堂（約於1917年建成）。

隸屬或是附屬於路德宗世界聯盟的印尼基督教新教教會有：
1. 尼亞斯島基督教新教教會（英语：Protestant Christian Church of Nias） (簡稱BNKP) – 位於尼亞斯島
2. 印尼基督教新教聖餐會  (簡稱AMIN) ）–位於尼亞斯島
3. 印尼基督教路德教會 (簡稱GKLI) ）
4. 安克拉基督教新教教會 （簡稱GKPA）– 位於北蘇門答臘省，服務當地的安克拉族（英语：Angkola people）
5. 明打威基督教新教教會 (簡稱GKPM) ）– 位於明打威群島
6. 印尼基督教新教教會 (簡稱GKPI)）
7. 帕克帕克基督教新教教會 (簡稱GKPPD) ）– 位於北蘇門答臘省，服務當地的帕克帕克族（英语：Pakpak people）
8. 司馬輪貢基督教新教教會 (簡稱GKPS) – 位於北蘇門答臘省，服務當地的司馬輪貢族（英语：Simalungun people）
9. 巴塔克基督教新教聚會教會 (簡稱GPKB) ）– 位於北蘇門答臘省，服務當地的巴塔克人
10. 基督教新教公會 (簡稱GPP) – 位於北蘇門答臘省
11. 巴塔克基督教新教教會(簡稱HKBP) – 是印尼以及東南亞最大的新教教派之一
12. 印尼基督教新教團契 (簡稱HKI) – 在明打威群島
13. 尼亞斯基督教新教聖餐會 (簡稱ONKP) - 在尼亞斯島

前述的路德宗教會中，HKI、GMB、GKPS、GKPI、GKLI、GKPA、GPP和GKPPD共8個教會均原屬於HKBP，之後脫離。而GKLI與挪威教會（路德宗）有緊密的關係。GKPM是由HKBP的傳教士所創立。BNKP和HKBP長久合作，但兩者間不存有組織的關係。AMIN原由BNKP所創立，於1946年脫離BNKP而獨立。
此外，另有印尼路德宗教會 (Gereja Lutheran Indonesia，簡稱GLI) 是路德宗協同書福音聯盟的會員。GLI與美國威斯康辛路德宗福音會有密切關係。 GLI在雅加達設有辦事處，並在日惹市辦理一所神學院 - 路德神學院 (印尼語： (簡稱STTL))。 GLI在爪哇島和西帝汶有數量甚多的會眾，在巴布亞和加里曼丹島也設有據點。

## 進一步閱讀
- Kipp, Rita Smith. . American Ethnologist (Arlington, VA: American Anthropological Association). November 1995, 22 (4): 868–882. JSTOR 646390. doi:10.1525/ae.1995.22.4.02a00110.
- Pedersen, Paul. . Grand Rapids: William B. Eerdmans Publishing Co. 1970. JSTOR 3163048. OL 5753747M. doi:10.2307/3163048.